# Réservoir de Volgograd
Le réservoir de Volgograd (en russe : Волгоградское водохранилище, Volgogradskoïe vodokhranilichtche) est un lac artificiel formé sur le cours inférieur de la Volga, en 1958-1961, par le barrage de la Centrale hydroélectrique de Volgograd.

## Géographie
Le réservoir a une longueur de 540 km et une largeur maximale de 17 km. Sa superficie est de 3 117 km2 et son volume de 31,5 km3. Le réservoir est utilisé pour la navigation, la pêche et l'irrigation. Il possède deux ports : Saratov et Kamychine.